# Trucks - Trasporto infernale
Trucks - Trasporto infernale (Trucks) è un film televisivo del 1997 diretto da Chris Thomson, tratto dal racconto breve Camion di Stephen King contenuto nella raccolta A volte ritornano (1978). 
Nel 1986 il racconto era già stato portato sullo schermo dallo stesso Stephen King col titolo Brivido e la colonna sonora composta dagli AC/DC.

## Trama
Una piccola città della provincia americana, nota per essere un punto di sosta per camionisti e poco altro, sta per essere invasa dal terrore. Improvvisamente un camion si dirige all'impazzata verso persone inermi e provoca decine di vittime. Quello che appare più incredibile è che il veicolo non è guidato da nessuno e sembra vivere di vita propria. In poco tempo i sopravvissuti sono ridotti a un piccolo gruppo con poche speranze di salvezza. Fuggire alla furia distruttrice è l'unica cosa che conta. Alla fine un elicottero senza pilota aiuta gli ultimi sopravvissuti.

## Curiosità
- In Italia il film è stato trasmesso su Italia 1 il 2 giugno 1999 durante il ciclo di film Notte horror.
- È stato distribuito in DVD dalla Eagle Pictures col titolo Trucks nel 2012.